# Ruben Buriani
Ruben Buriani (Portomaggiore, 1955. március 16. –) válogatott olasz labdarúgó, középpályás.

## Pályafutása

### Klubcsapatban
Az AS Portuense együttesében kezdte a labdarúgást, majd a SPAL korosztályos csapatban folytatta. Az 1973–74-es szezonban a felnőtt keret tagja volt, de tétmérkőzésen nem szerepelt. 1974 és 1977 között a Monza labdarúgója volt. 1977 és 1982 között az AC Milan csapatában szerepelt. Tagja volt az 1978–79-es idényben bajnokságot nyert együttesnek. 1982 és 1984 között a Cesena, 1984–85-ben az AS Roma, 1985–86-ban a Napoli labdarúgója volt. Az aktív labdarúgást 1988-ban a SPAL csapatában fejezte be.

### A válogatottban
1980-ban két alkalommal szerepelt az olasz válogatottban. Tagja volt az 1980-as Európa-bajnokságon részt vevő csapatnak, de tornán nem lépett pályára.

## Sikerei, díjai
Olaszország
- Európa-bajnokság
  - 4.: 1980, Olaszország

 AC Milan
- Olasz bajnokság (Serie A)
  - bajnok: 1978–79
- Közép-európai kupa
  - győztes: 1982